# Prix Madame-Victor-Noury
Pour les articles homonymes, voir Noury.
Ne doit pas être confondu avec Prix François-Victor-Noury.
Le prix Madame Victor Noury (née Catherine Victoire Langlais) est une distinction scientifique décernée par l'Académie des sciences, créée en 1922, et devenue grand prix en 2001. 

## Attribution
« Ce prix annuel de l'Institut de France est décerné sur proposition de l’Académie des sciences, pour encourager le développement de la science dans ses manifestations les plus diverses. Seules pourront en bénéficier les personnes de nationalité française âgées de 45 ans au plus. Il est attribué alternativement dans le ressort de la division des sciences mathématiques et physiques, sciences de l’univers et leurs applications (il en est ainsi en 2020) et dans le ressort de la division des sciences chimiques, biologiques, médicales et leurs applications (il en sera ainsi en 2021). ». Le prix est doté de 10 000 €.
Ne pas confondre avec le prix François-Victor-Noury, décerné par l'Académie française et destiné à encourager le développement de la culture, de la science et de l'art français dans leurs manifestations les plus diverses.

## Lauréats
- 1935 : Jean Delsarte[2].
- 1937 : Maurice Bouvet (1885-1964)[3].
- 1960 : Jean Ternisien.
- 1970 : Bernard Droz.
- 1975 : Guy Hervé.
- 1980 : Jean-Jacques Dordain.
- 1983 : Jean-Philippe Chippaux, docteur en médecine spécialiste des serpents et leur envenimation
- 1985 : Christian Soize.
- 1990 : Jean-Michel Coron, mathématicien.
- 1995 : Anne Guivarc'h.
- 2001 : François Clarac, directeur du laboratoire «Développement et pathologie du mouvement» au CNRS, université de la Méditerranée à Marseille[4].
- 2002 : Stéphane Zaleski, professeur de mécanique des fluides à l’université Pierre-et-Marie-Curie à Paris[5].
- 2003 : Antoine Gessain, docteur en médecine et docteur ès sciences, chef d’unité à l’Institut Pasteur de Paris[4].
- 2004 : Dominique Jault, directeur de recherche au CNRS , directeur de laboratoire de géophysique interne et de tectonophysique de l’université Joseph Fourier à Grenoble[5].
- 2005 : Olivier Pourquié, directeur de recherche au CNRS, Stowers Institute for Medical Research, Missouri (États-Unis)[4].
- 2006 : François Golse, professeur à l’École polytechnique à Palaiseau[5].
- 2007 : Laurent Duret, directeur de recherche au CNRS au laboratoire de biométrie et biologie évolutive à l’université Lyon-I[6],[4]
- 2008 : Bérengère Dubrulle, directrice de recherche au CNRS, service de physique de l’état condensé au CEA-Saclay à Gif-sur-Yvette[5].
- 2009 : Pascal Therond, directeur de recherche au CNRS, Institut de biologie du développement et du cancer de Nice[4].
- 2010 : Rodrigo Ibata, directeur de recherche au CNRS – Observatoire astronomique de Strasbourg[5].
- 2011 : Thomas Lecuit, directeur de recherche au CNRS à l’Institut de biologie du développement de Marseille Luminy[4].
- 2012 : Guilaine Lagache, astronome à l’Institut d’astrophysique spatiale à l’université Paris-XI à Orsay[5].
- 2014 : Clément Mouhot, mathématicien, chargé de recherche au CNRS à l’École normale supérieure d’Ulm[7].
- 2015 : Ivan Huc, chimiste, directeur de recherche au CNRS, co-directeur de l’Institut européen de chimie biologie à Bordeaux[8].
- 2016 : Emmanuel Trélat, mathématicien, professeur à l’université Pierre-et-Marie-Curie au Laboratoire Jacques-Louis Lions, directeur de la Fondation sciences mathématiques de Paris[9].
- 2017 : Cyril Herry, directeur de recherche à l’INSERM au sein du Neurocentre Magendie de Bordeaux.
- 2018 : Frédéric Pierre, physicien de la matière condensée au Centre de nanosciences et de Nanotechnologie (C2N – UPSud/CNRS).
- 2019 : Sébastien Granier, directeur de recherche à l’Institut national de la santé et de la recherche médicale, directeur de l’équipe « Pharmacologie et biologie structurale des protéines membranaires » à l’Institut de génomique fonctionnelle de Montpellier[10].
- 2020 : Frédéric Moynier, professeur à l'Université de Paris et coresponsable du thème « Origines » à l’Institut de physique du globe de Paris[11].
- 2021 : Pierre-Marc Delaux, biologiste, directeur de recherche CNRS de l’équipe « Évolution des interactions plantes – microorganismes » au Laboratoire de recherche en sciences végétales(Université Toulouse III-Paul Sabatier/CNRS)[12].
- 2022 : Sébastien Gouëzel, mathématicien, directeur de recherche CNRS à l’Institut de recherche mathématique de Rennes (CNRS/ENS Rennes/Université de Rennes 1/Université de Rennes 2)[13].
- 2023 : Rayan Chikhi, chargé de recherche à l'Institut Pasteur et au CNRS, directeur de l'équipe « Algorithmes pour les séquences biologiques » à l'Institut Pasteur[14]
- 2024 : Myriam Benisty, chercheuse astronome-adjointe au laboratoire Lagrange de l’Observatoire de la Côte d’Azur à Nice